# مسعود حجازی
مسعود حجازی (۱۳۰۸ در تهران - ۱۳۸۳ در تهران) سیاستمدار ایرانی و از بنیانگذاران حزب سوسیالیست ایران بود. حجازی خواهرزادۀ محمود افشارطوس و داماد جلیل بزرگمهر (وکیل مدافع محمد مصدق) است.

## فعالیت سیاسی
مسعود حجازی فعالیت‌های سیاسی خود را در سال ۱۳۲۷ و با شروع تحصیل در رشته حقوق و تظاهرات ۱۴ بهمن ۱۳۲۷ در اعتراض به قرارداد ۱۳۳۳ آغاز کرد. مسعود حجازی در سال ۱۳۲۹ سازمان دانشجویان و جوانان مبارز وابسته به جبهه ملی ایران را به وجود آورد. اعضای کمیته اصلی این سازمان عبارت بودند از:
- یوسف جلالی، امیر قلی دانشکده پزشکی
- ایرج زندی، پیر شفیعی، دانشکده فنی
- مسعود حجازی، دانشکده حقوق
- مرتضی مظفری، دانش آموزان
- صادق وفایی، فارغ‌التحصیلان دانشکدۀ فنی[۲]

در اردیبهشت سال ۱۳۳۰ از به هم پیوستن سازمان دانشجویان و جوانان مبارز وابسته به جبهه ملی ایران،
سازمان نظارت بر آزادی انتخابات، سازمان نگهبانان آزادی و سازمان مبارزه برای ملی کردن نفت و برخی منفردین حزب زحمتکشان ملت ایران به وجود می‌آید و مسعود حجازی به اتفاق خلیل ملکی، قندهاریون، ناصر وثوقی، حسین ملک، محمد میرمحمدصادقی، محمدعلی خنجی، ایرج زندی، عیسی سپهبدی، دیوشلی و به رهبری مظفر بقائی از گردانندگان حزب زحمتکشان بودند.
در ۲۰ مهر ماه ۱۳۳۱ خلیل ملکی و محمدعلی خنجی با مظفر بقایی دچار اختلاف شده و به همراه فعالان حزبی دیگر، حزب نیروی سوم را تشکیل می‌دهند.
«حجازی» پس از انشعابی که مقارن کودتای ۲۸ مرداد به دلیل تأیید کودتا توسط خلیل ملکی صورت گرفت به همراه محمدعلی خنجی و غلامرضا تختی «حزب سوسیالیست» را بنیاد نهاد و در نهضت مقاومت ملی، حضوری فعالانه داشت.

## جبهه ملی دوم
حجازی به همراه خنجی در سال ۱۳۴۰ تز انحلال احزاب در جبهه ملی ایران را مطرح کرد و در این راه حزب سوسیالیست را منحل اعلام نمودند تا به تقویت سازمان‌های جبهه ملی ایران منجر گردد.
او در سال ۱۳۴۲ در نخستین کنگرۀ جبهه ملی ایران، به عضویت شورای مرکزی این جبهه درآمد و تا پایان فعالیت جبهه ملی دوم عضو شورای مرکزی بود. در سال‌های آغازین انقلاب ۱۳۵۷ نیز، به عضویت در شورای مرکزی و هیئت اجرایی درآمد و مدتی را بعد از حوادث سال ۶۰ در زندان بود. او در جبهۀ ملی پنجم به عضویت شورای مرکزی درآمده و به عنوان رئیس هیئت اجرایی و عضو هیئت رهبری جبهه ملی ایران به فعالیت‌های خود ادامه داد.

## درگذشت
مسعود حجازی روز جمعه ۱۱ دی ماه ۱۳۸۳ مطابق با ۳۱ دسامبر ۲۰۰۴ در سن ۷۵ سالگی در تهران درگذشت.

## آثار
1. رویدادها و داوری ها: خاطرات مسعود حجازی، (دو مجلد)
2. توطئۀ ۹ اسفند: خاطرات مسعود حجازی